# 塞西爾·比頓

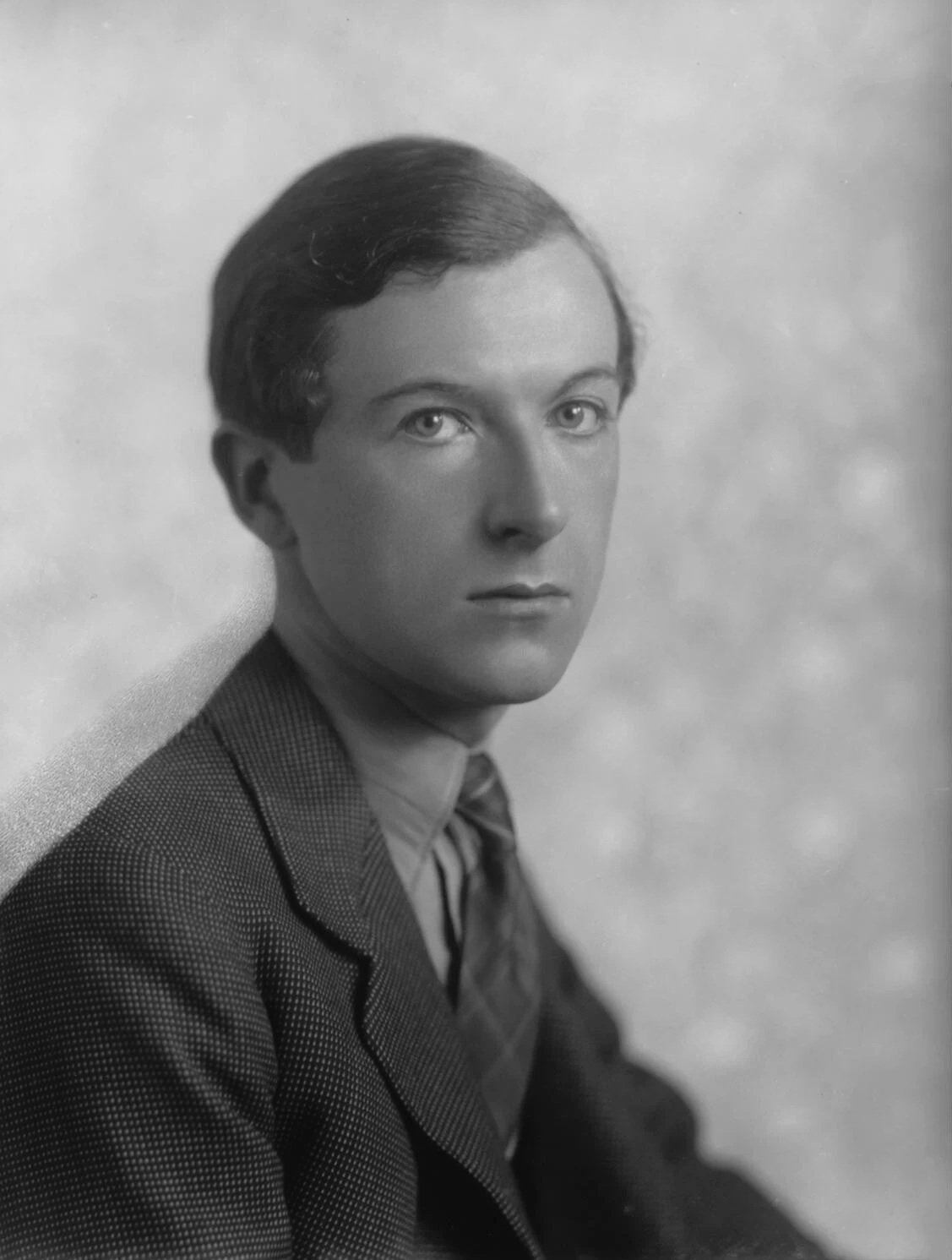
塞西爾·比頓

塞西尔·沃尔特·哈迪·比顿爵士CBE（1904年1月14日 - 1980年1月18日）是一位英国摄影师、日记作家、画家和室内设计师以及劇裝設計师和剧场设计师。他也是英国王室御用的时尚摄影师。他曾奪得三项奥斯卡金像奖和四项托尼奖。